# Panicum subulatum
Panicum subulatum är en gräsart som beskrevs av Spreng.. Panicum subulatum ingår i släktet vipphirser, och familjen gräs. Inga underarter finns listade i Catalogue of Life.